# Matadouro Industrial do Porto

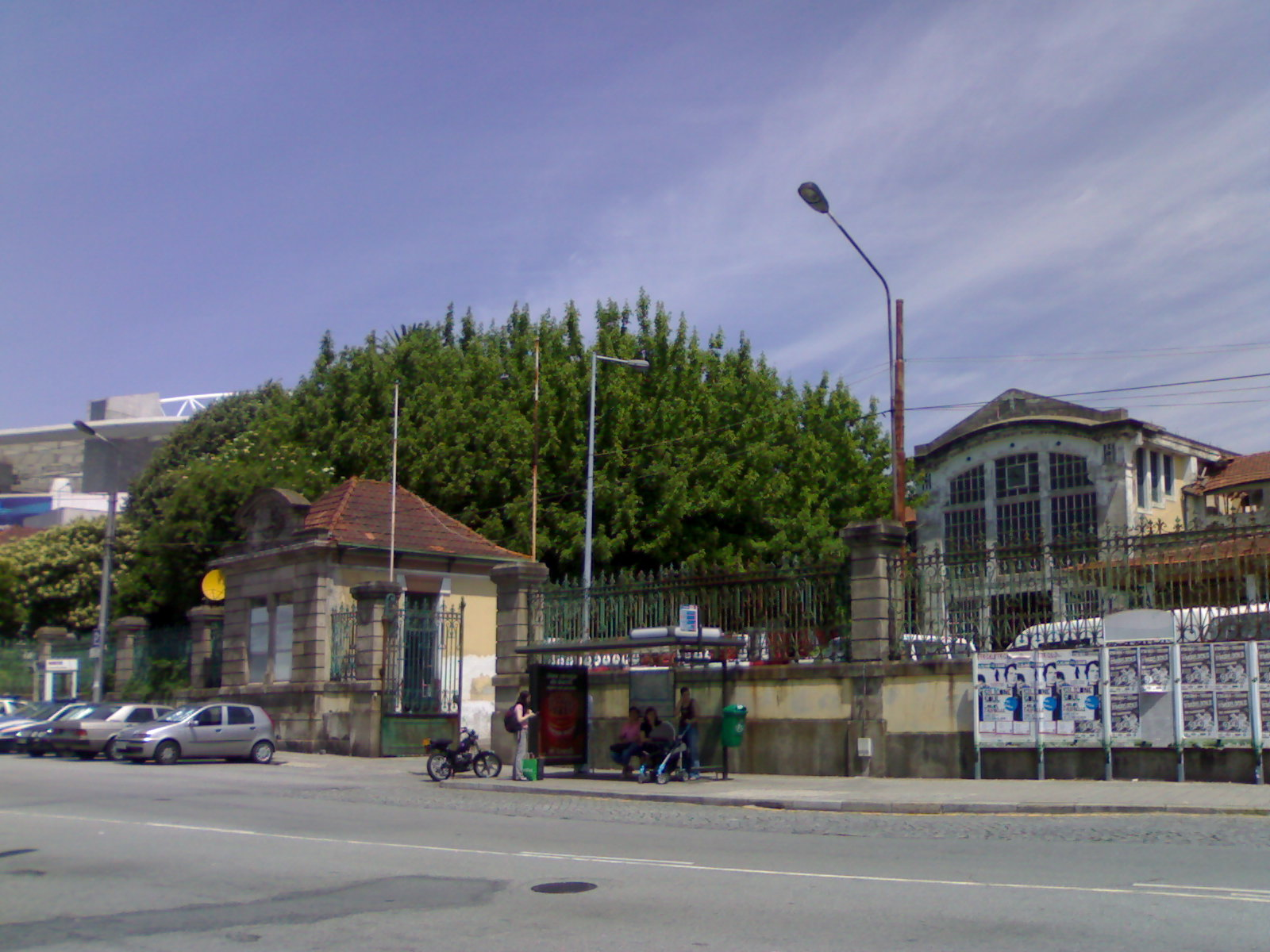
Matadouro industrial do Porto

O Matadouro Industrial do Porto foi um matadouro municipal na cidade do Porto, em Portugal. Inaugurado em 1932, foi desactivado em 2004. A partir dessa data o espaço serviu de armazém para a Câmara Municipal do Porto e para a Associação Protectora dos Animais do Porto dar guarida aos animais a seu cargo, depois da alteração da sua sede devido às obras do Estádio do Dragão.